# Claudia Zwiers
Claudia Zwiers est une judokate néerlandaise née le 23 novembre 1973 à Haarlem.

## Biographie
Elle dispute les Jeux olympiques d'été de 1996 à Atlanta où elle remporte une médaille de bronze.

## Palmarès

### Jeux olympiques
- Jeux olympiques d'été de 1996 à Atlanta
  -  Médaille de bronze en -66 kg[1]

### Championnats du monde
- Championnats du monde de judo 2005 au Caire
  -  Médaille de bronze en -66 kg